# フランチェスコ・ディ・タッキオ
フランチェスコ・ディ・タッキオ（Francesco Di Tacchio, 1990年4月20日 - ）はイタリア・バルレッタ出身のサッカー選手。USサレルニターナ1919所属。ポジションはミッドフィールダー。

## 来歴
2009年にアルトゥーロ・ルポリの共同保有権と引き換えにフィオレンティーナに移籍。同シーズンはプリマヴェーラに在籍しながらも、トップチームの練習にも参加し、試合にも招集され背番号を与えられる。プリマヴェーラではトルネオ・ディ・ヴィアレッジョにてセンターハーフながらも得点を重ねた。